# Dien Bien Phu (film)
Dien Bien Phu è un film di guerra di Pierre Schoendoerffer del 1992, ispiratosi alla Battaglia di Dien Bien Phu nel 1954.

## Trama
Sono le ore 17:00 del 13 marzo 1954, nei pressi di Dien Bien Phu, in una trincea francese da cui si possono vedere le colline che saranno contese tra i soldati francesi e quelli vietnamiti. Nello stesso momento Howard Simpson, interpretato da Donald Pleasence, un giornalista inglese naturalizzato statunitense che lavora per il San Francisco Chronicle e vincitore di premio Pulitzer, è ad Hanoi a fare visita al Sig. Vinh, direttore di un giornale locale, il quale lo indirizza ad un centro scommesse a Ong Cop gestito da il Sig. Tigre, un cinese arrivato nel paese per arricchirsi tenendo scommesse sulla guerra. Si fanno le 17:30 e l'artiglieria Vietminh inizia il suo sbarramento sul campo trincerato francese: la battaglia di Dien Bien Phu è iniziata. Il sig. Simpson prosegue nel suo giro e finisce in un bar frequentato da militari in cui incontra un amico, Victurnien Jégu de Kerveguen (graduato dell'esercito francese) nonché Béatrice (celebre violinista), Ky (ufficiale del 5º Battaglione Paracadutisti Vietnamita, il "Bawouan"), un cappellano militare ed il Tenente Duroc (pilota di aerei da trasporto). Qui viene informato che l'artiglieria francese sta per essere sopraffatta da quella dei Viet Minh: la sera stessa tra il 13 e 14 marzo, la collina fortificata Béatrice cade in mano ai Viet ed un battaglione della Legione straniera viene quasi annientato. 
Il giorno dopo, 14 marzo, Simpson passerà questa informazione ad un rappresentante dell'AFP, il quale fa in modo di farla recapitare incensurata ad Hong Kong, dove verrà diffusa al resto del mondo. Nel pomeriggio, il "Bawouan" viene paracadutato su Dien Bien Phu e la sera i Viet attaccano la collina fortificata Gabrielle. Alle 05:00 del mattino del 15 marzo, Ky ed il Bawouan ricevono l'ordine di contrattaccare. Dopo oltre un'ora di camminata, e sotto il tiro dell'artiglieria Viet, il Bawouan raggiunge Gabrielle ma ormai è troppo tardi: i tiratori algerini hanno ricevuto l'ordine di abbandonare la posizione, compromettendo seriamente le possibilità di vittoria francese nella battaglia. 
Tra il 15 ed il 16 aprile, i Francesi abbandonano la collina "Anne-Marie" ma ricevono ulteriori rinforzi: il 6º Battaglione Paracadutisti Coloniali "Bigeard". L'unità sarà protagonista di uno dei pochi successi francesi nella campagna, annientando un battaglione nemico ed indebolendo lo scudo antiaereo Vietminh, il ché agevolerà le operazioni aeree francesi per un po'. Kerveguen si unisce alle unità paracadutate sul campo tra il 16 ed il 30 marzo, nonostante l'opinione di Simpson che i Francesi siano ormai condannati.
La sera del concerto di Béatrice come primo violino (30 marzo) vede grande partecipazione da parte del generale, dell'imperatore, nonché del signor Simpson. Negli stessi istanti però la situazione di Dien Bien Phu precipita: Huguette-7, centro di resistenza occidentale comandato da Kerveguen, viene circondata dai Vietminh, i quali investono come un'onda umana le colline orientali Dominique-1, 2 e 6 ed Éliane-1. Solo la resistenza di alcuni artiglieri francesi isolati impedirà ai Viet di eliminare le ultime sacche di resistenza ad est del fiume Nam Youm. De Castries, comandante del presidio francese, chiede rinforzi ad Hanoi, ma questi vengono annullati senza ragione. Le conseguenze saranno catastrofiche: la mattina del 31 marzo i Francesi contrattaccano con successo su Éliane-1 e Dominique-2, ma la mancanza di riserve (le poche disponibili sono impegnate su Éliane-2) obbliga i Francesi a riabbandonare gli avamposti. Il pericoloso restringersi del perimetro difensivo obbliga inoltre i Francesi a rifornire e paracadutare rinforzi goccia a goccia e di notte. Éliane-2 viene nuovamente attaccata fino al 5 aprile ma resiste; ad ovest invece i Francesi devono abbandonare Huguette-7, mentre Huguette-6 viene circondata. A peggiorare la situazione sono gli innumerevoli casi di diserzione, indebolendo ancora di più le difese (il 10 aprile restano meno di tremila uomini a combattere, i restanti sono morti, feriti o disertori, denominati "I Ratti della Yam Youm"). Proprio il 10 aprile però i Francesi riescono a riprendere Éliane-1. 
La battaglia di Huguette-6 durerà fino al 18 aprile, domenica di Pasqua, quando Kerveguen decide di abbandonare la posizione con i pochi superstiti rimasti. Per raggiungere l'avamposto di Huguette-1, i Francesi devono però superare la linea di trincee Vietminh che circondano Huguette-6. Pochi uomini riescono a raggiungere le linee amiche. Mentre la situazione si fa sempre più dura, i Francesi lanciano in paracadute sempre più uomini, consci che molto probabilmente saranno sacrificati inutilmente. 
Il 29 aprile i Viet Minh attaccano nuovamente Éliane-1 e tutti i sopravvissuti delle compagnie di paracadutisti di riserva sono buttate nello scontro. Il 30 aprile, anniversario della Battaglia di Camerone e della Legione, l'aereo di Duroc viene abbattuto dalla contraerea Viet Minh. Nonostante gli sforzi il 1º maggio la collina Éliane-1 cade definitivamente in mano dei Viet. 
Entrambi gli schieramenti subiscono perdite enormi: i Viet contano circa 25,000 tra morti e feriti e chiamano alla riscossa un reggimento di riserva, mentre i Francesi devono far combattere anche i feriti per rimpolpare i ranghi. Il 4 aprile viene così formata una nuova unità per rilevare la guarnigione di Éliane-2, l'ultima posizione elevata ancora in mano francese: una compagnia di marcia, un amalgama di sopravvissuti della Legione, del Bawouan, dei tirailleurs (le ultime riserve). Kerveguen ritrova Ky e si scopre che da due settimane i Vietminh stanno scavando una galleria sotto la collina per posizionarci una mina e far saltare in aria le posizioni francesi. 
Ad Hanoi nel frattempo si offrono nuovi volontari, anche senza esperienza di paracadute, per lanciarsi sulla base assediata, ma non tutti potranno imbarcarsi. La notte del 6 maggio i Vietminh rinnovano il loro assalto su tutto il perimetro. Kerveguen e Ky ascoltano atterriti le conversazioni radiofoniche: la mina sotto Éliane-2 viene fatta saltare decimandone la guarnigione che, rimasta con soli 35 uomini validi e senza possibilità di rinforzi, deve arrendersi; le posizioni Éliane-3, Éliane-4 e Claudine-5 cadono nella stessa notte. 
Il mattino dopo i Francesi superstiti pensano di tentare una penetrazione verso est per fuggire dall'accerchiamento, ma il comandante della guarnigione decide invece di arrendersi: il cessare il fuoco è alle 17:30. A quell'ora, consci che sia la fine, i Francesi distruggono le loro armi individuali, mentre l'onda umana di soldati Vietminh dilaga sulle loro posizioni. Kerveguen sarà separato subito da Ky e prende insieme agli altri la via della cattività.